# Frimureri: Mysterier, fellesskap, personlighetsdannelse
Frimureri: Mysterier, fellesskap, personlighetsdannelse är en akademisk studie av det svenska systemet inom frimureriet av Sverre Dag Mogstad, publicerad 1994 på Universitetsförlaget. Boken väckte stor uppmärksamhet när den kom ut, då den innehöll detaljerade beskrivningar av invigningsritualerna av vad som påstods vara samtliga grader inom det svenska systemet.

## Bokens källmaterial
Framställningen bygger på frimurarnas egna dokument och ritualböcker. I bokens inledning beskriver Mogstad det material han utgått från i sin forskning:
"Tidigare beskrivningar av det svenska frimurarsystemet har huvudsakligen varit baserade på sekundärlitteratur och lösrivna delar av frimurarnas egna källor och texter. Så vitt jag vet är den här boken den första som presenterar en framställning av detta frimureriet baserat på deras egna historiska källor, ritualböcker, frågeböcker och instruktionsföredrag. Flera av källorna är också delvis okända inom frimureriet, då de är gamla och mycket svåra att läsa på grund av handstilen. När det gäller frimureriets bakgrund och historia, har jag använt texter från mitten av 1700-talet och fram till vår egen tid, medan jag i presentationen av de olika gradernas innehåll idag huvudsakligen har använt de gällande ritualböckerna eller den så kallade Fundamentalkonstitutionens böcker."

## Recensioner
Filosofiprofessorn Sven Ove Hansson recenserade 1995 boken i Vetenskap och folkbildnings tidskrift Folkvett. Hansson skrev att Mogstads "unika tillgång till källmaterial och informatörer" gör boken till "en unik källa om frimureriets väsen".
I en anmälan i Signum 1995 skriver religionshistorikern Per Beskow följande:
"I sin sakliga och välunderbyggda bok Frimureri ger Mogstad en utförlig och initierad framställning av Frimurarordens alla 'hemligheter' som varit okända för de flesta. Mogstad har bl.a. haft tillgång till Fundamentalkonstitutionen (Frimurarordens grundläggande dokument) och ger resuméer av samtliga ritual ända upp till den högsta X:2 graden."